# Michail Pikulik
Michail Michajlawitsch Pikulik (belarussisch Міхаіл Міхайлавіч Пікулік, wiss. Transliteration Michail Michajlavič Pikulik; * 19. April 1948 in Tscherwen, Weißrussische Sozialistische Sowjetrepublik; † 24. Januar 2006 in Minsk, Belarus) war ein sowjetischer beziehungsweise belarussischer Herpetologe und Ökologe. Er gilt als Begründer der „Landschaftsherpetologie“.

## Leben
Pikulik wurde in der Stadt Tscherwen, nahe Minsk, geboren. Nach dem Besuch der Sekundarschule in Tscherwen setzte er seine Ausbildung am nach Maxim Gorki benannten Pädagogischen Institut in Minsk fort, welche er 1971 abschloss. Im Jahr 1972 begann er ein Postgraduiertenstudium und trat 1975 als Mitarbeiter am Institut für Zoologie der Weißrussischen Akademie der Wissenschaften in Minsk ein. Im Rahmen seiner akademischen Laufbahn verteidigte er am Pädagogischen Institut 1977 den Kandidaten der Wissenschaften und 1993 den Doktor der Wissenschaften, beide Abschlüsse von der Sowjetischen Akademie der Wissenschaften in Leningrad (heute Sankt Petersburg).
1976 wurde er zunächst Nachwuchswissenschaftler und anschließend leitender Forscher am zoologischen Institut der der Weißrussischen Akademie der Wissenschaften. In den späten 1980er Jahren initiierte Pikulik den Aufbau einer herpetologischen Sammlung am Institut und leitete Anfang der 1990er Jahre ein Team junger Herpetologen. Aufgrund seiner Führungsqualitäten wurde er 1985 zum stellvertretenden Direktor, ab 1988 Leiter des Labors und 1995 zum Direktor des Instituts ernannt, ein Amt, das er bis 2001 innehatte. Zudem war er mehrere Jahre lang als Dozent am Pädagogischen Institut tätig, wo er 1998 zum Professor und Leiter der zoologischen Abteilung ernannt wurde. Pikulik starb nach längerer Krankheit am 24. Januar 2006 in Minsk.
Seine wissenschaftlichen Arbeiten und Publikationen im Bereich der Herpetologie, die zwischen 1975 und 2001 entstanden, beschäftigten sich umfassend mit der Populationsbiologie und Ökologie, insbesondere in Bezug auf Frösche.
Sein Team studierte die Herpetofauna in den Überschwemmungsgebieten mehrerer Flüsse, darunter des Dnepr, des Prypjat, des Sosch und der Westlichen Dwina. Sie untersuchten Fortpflanzung, Wachstumsraten und Entwicklung, trophische Beziehungen von Fröschen zu Vögeln und Säugetieren, phänologische Variationen, Auswirkungen invasiver Arten und genetische Variationen in Populationen. Pikulik leistete Pionierarbeit bei der Erforschung der „Landschaftsherpetologie“, indem er die Zusammensetzung der Fauna sowie die Populations- und intraspezifische Variation mit der regionalen Landschaftsdifferenzierung in Beziehung setzte. Nach der Nuklearkatastrophe von Tschernobyl in der Ukraine im April 1986, als 70 % des radioaktiven Niederschlags in Belarus landeten, begann Pikulik, sich mit Radioökologie und den Auswirkungen der radioaktiven Verschmutzung auf natürliche Populationen zu beschäftigen. Insbesondere untersuchte er die Polesischen Sümpfe des Prypjats, der durch die Tschernobyl-Region fließt, bevor er in Belarus mündet, und wo die Cäsium-137-Konzentration in den Baggerschiffen des Flusses zunahm. Im Jahr 2005 war er maßgeblich daran beteiligt, die belarussische Regierung davon zu überzeugen, Warnschilder an Stellen aufzustellen, an denen wandernde Amphibien Straßen überqueren – das erste Mal in der ehemaligen Sowjetunion überhaupt – und Tunnel unter den Straßen zu bauen, um ihnen den Durchgang zu ermöglichen. Pikulik hatte zahlreiche Herpetologiestudenten; vier von ihnen machten unter seiner Aufsicht ihren Hochschulabschluss. Zudem verfasste er vier Bücher über Amphibien und Reptilien: ein populärwissenschaftliches Buch über die in Belarus vorkommenden Reptilien (1984), ein Fachbuch über die 12 in Belarus vorkommenden Amphibienarten (1985) mit Einzelheiten zu Ökologie, Nahrung, Mustervariationen und Verbreitungskarten, ein Buch über die sieben in Belarus vorkommenden Reptilienarten (1988, gemeinsam verfasst mit Viktor A. Bacharev und Sergei V. Kosov) und ein farbig illustriertes Handbuch über die Amphibien und Reptilien Weißrusslands (1996) mit einem ausführlichen Kapitel über Terminologie und Techniken zum Studium dieser Tiere im Feld, im Labor und zu Hause.
Pikulik entwickelte das Konzept der landschaftsökologischen Bestimmung der Variabilität von Herpetofaunenkomplexen sowie Populationen dominanter Arten. Er begründete neue Ansätze zur integrierten Nutzung der Herpetofauna als Objekt der Umweltüberwachung und entwickelte Empfehlungen zur Optimierung ihres Schutzes. Unter seiner Leitung und mit direkter Beteiligung wurden Studien durchgeführt, um die Dynamik der Fauna und den Zustand der Zoozönosen in natürlichen und anthropogenen Landschaften von Belarus zu bewerten sowie die Rolle von Mosaiklandschaften und Ökotonen verschiedener Typen für die Bildung der biologischen Vielfalt der Wildfauna zu ermitteln.
Pikulik war Autor von mehr als 230 wissenschaftlichen Arbeiten, darunter neun Monografien.